# 普拉姆
普拉姆是奥地利上奥地利州格里斯基尔兴县的一个市镇。总面积20.3平方公里，总人口1822人，人口密度89.8人/平方公里（2005年）。